# Davor Palo
Davor Palo (né le 2 novembre 1985 à Sarajevo, en Bosnie-Herzégovine) est un joueur d'échecs danois. Il est grand maître international.

## Vie privée
Davor Palo a appris à jouer aux échecs à Sarajevo en 1993. Lui et sa famille sont venus au Danemark en tant que réfugiés de guerre en décembre 1993. Ils ont d'abord vécu à Allerød, puis à Ry et ensuite à Skanderborg. Davor Palo vit désormais à Budapest . Il a joué son premier tournoi d'échecs en 1995.

## Palmarès en compétitions individuelles
En 2004, il remporte le 39e tournoi international junior de Hallsberg, en Suède. En 2005, c'est le tournoi des maîtres de Ribe, au Danemark, qu'il remporte. La même année, il reçoit l'oscar des échecs danois de la part de la fédération danoise des échecs. Après une période d'inactivité, il remporte le championnat du Danemark individuel, qui a lieu à Helsingor en 2013.

## Parcours avec l'équipe nationale danoise
Avec l'équipe nationale danoise, Davor Palo participe à quatre olympiades d'échecs, en  2002, 2004, 2006 et 2014 et à deux championnats d'Europe par équipe, en 2005 et 2013. En 2002, lors de ssa première sélection, il est le plus jeune à jouer pour l'équipe nationale danoise à une Olympiade d'échecs.

## Parcours en club
Jusqu'en 1999, Davor Palo est membre du club danois Ry Skakklub. Il rejoint ensuite le "Skolernes Skakklub", auquel il appartient pendant les six années suivantes. Depuis 2012, il joue pour le Skanderborg Skakklub (appelé Team Nordea Skb jusqu'en 2014), avec qui il est champion du Danemark d'échecs des clubs en 2013 et 2015 . 
Il joue également en Allemagne, en deuxième Bundesliga Nord, pour le compte du Preetzer TSV, et en Suède, en Elitserien : lors de la saison 2002/03 pour  Helsingborgs ASK et en 2005/06 pour le Linköpings Allmäna Schacksällskap. Davor Palo joue aussi la coupe d'Europe des clubs en 2002 sous les couleurs du SK 1968 Århus.
En mai 2015, il était quatrième Elo danois  le plus élevé.

## Titres internationaux
En 2002, Davor Palo reçoit le titre de maître international. Trois ans plus tard, en 2005, et alors qu'il est âgé de 19 ans, il devient Grand maître international. Il est alors le plus jeune Danois à obtenir ce titre. Pour cela, il avait réalisé la première norme nécessaire lors du championnat du Danemark d'échecs qui s'est déroulé à Horsens, en 2003, et où il termine deuxième derrière Peter Heine Nielsen. Sa deuxième norme est réalisée au tournoi des Grands-maîtres Gausdal Classics en 2004 et sa troisième lors de sa victoire au festival Jean-Claude Loubatière, à Montpellier en 2005.